# Kyle MacLachlan
Kyle Merritt MacLachlan, född 22 februari 1959 i Yakima i Washington, är en amerikansk skådespelare.

## Karriär
År 1984 debuterade han som skådespelare med huvudrollen i David Lynchs film Dune. Därefter ingick Kyle MacLachlan och David Lynch ett samarbete där MacLachlan spelade huvudrollen i tre av Lynchs produktioner: 1986 som den nyfikne Jeffrey Beaumont i filmen Blue Velvet, mellan 1990 och 1991 FBI-agenten Dale Cooper i TV-serien Twin Peaks och samma roll 1992 i filmen Twin Peaks - Fire Walk with Me. Efter dessa produktioner avslutades samarbetet, för att sedan återupptas 25 år senare i samband med produktionen av en tredje säsong.
Utöver samarbetet med Lynch har MacLachlan medverkat i flera filmer och TV-serier. Exempel på TV-serier är Desperate Housewives, i rollen som Orson Hodge, och även i Sex and the City där han spelade Charlottes man Trey.
Han är mest känd som skådespelare, men gjorde sin debut som filmregissör då han regisserade ett avsnitt av TV-serien Tales from the Crypt.

## Filmografi (urval)
- 1984 – Dune
- 1986 – Blue Velvet
- 1990–1991 – Twin Peaks (TV-serie) (30 avsnitt)
- 1991 – Röster från andra sidan graven (TV-serie) (avsnittet Carrion Death)
- 1992 – Twin Peaks - Fire Walk with Me
- 1994 – Familjen Flinta
- 1995 – Showgirls
- 2000–2002 – Sex and the City (TV-serie) (23 avsnitt)
- 2001 – Grand Theft Auto III (röst, Donald Love)
- 2004 – Touch of Pink
- 2004 – The Librarian: Quest for the Spear
- 2006 – Free Jimmy (röst)
- 2006–2012 – Desperate Housewives (TV-serie) (96 avsnitt)
- 2008 – Systrar i jeans 2
- 2010–2014 – How I Met Your Mother (TV-serie) (sju avsnitt)
- 2011–2015 – Portlandia (TV-serie) (16 avsnitt; pågående)
- 2013–2014 – The Good Wife (TV-serie) (fyra avsnitt)
- 2014 – Believe (TV-serie) (13 avsnitt)
- 2014–2015 – Agents of S.H.I.E.L.D. (TV-serie) (13 avsnitt)
- 2015 – Insidan ut (röst)
- 2017 – Twin Peaks säsong 3 (TV-serie)
- 2020 – Atlantic Crossing (TV-serie)
- 2024 - Fallout (TV-serie) (2 avsnitt)
- 2024 – Blink Twice
- 2025 – Echo Valley

## Priser och utmärkelser
- 1991 vann han en Golden Globe Award för bästa manliga huvudroll i en drama-tv-serie för Twin Peaks.[1]